# Nga Pulu
Pour les articles homonymes, voir Nga et Pulu (homonymie).
Le Nga Pulu ou Ngga Pulu est une montagne située sur l'île de Nouvelle-Guinée, en Indonésie. Elle se situe à proximité du Puncak Jaya et son sommet est, après celui-ci, le second plus haut de Nouvelle-Guinée occidentale. Le glacier Meren se trouve à son sommet. Elle a été gravie pour la première fois en 1936 par une expédition menée par Anton Colijn, qui pense qu'il s'agit du  plus haut sommet des Indes orientales néerlandaises, et lui donne une altitude de 5 030 m. L'expédition australienne de 1971-1973 obtint elle une altitude à environ 4 862 m. Mais la comparaison avec plusieurs mesures de mêmes points montrent une erreur systématique d'environ 125 m des mesures de 1936, qui peut être attribuée à leur dépendance de mesures barométriques. La différence de mesure de l'altitude du Nga Pulu est sensiblement plus grande, ce qui indique la possibilité que ce sommet se soit abaissé d'environ 45 m entre 1936 et 1973 du fait de la fonte de sa calotte sommitale. À environ 4 907 m d'altitude il aurait dépassé les altitudes actuelles du Sumantri et du Puncak Jaya.

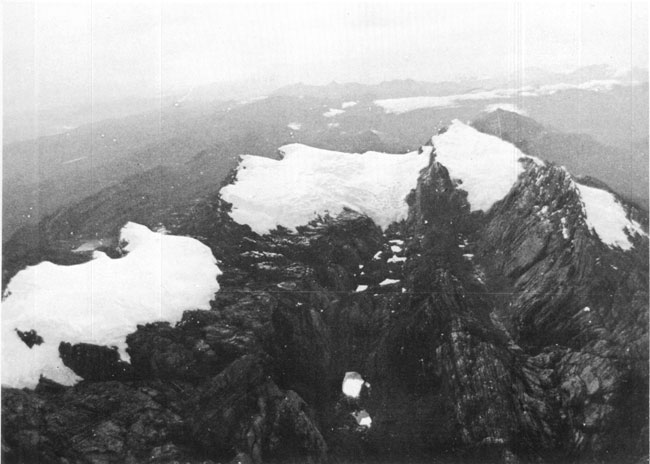
Vue aérienne du Nga Pulu (centre gauche) et du Puncak Jaya (à droite, dégagé des glaces) en 1972.